# Hoyt Axton
Hoyt Wayne Axton (Duncan, 25 de março de 1938 – Victor, 26 de outubro de 1999) foi um cantor-compositor country e ator de televisão americano. Ele ficou famoso no início da década de 1960 com estilo característico, no qual se destacava sua voz potente.  

## Biografia
Ele nasceu em Duncan, Oklahoma e passou sua infância em Comanche, Oklahoma com seu irmão, John. Sua mãe, Mae Boren Axton, coescreveu o clássico do rock 'n' roll Heartbreak Hotel, que se tornou o primeiro grande sucesso de Elvis Presley. Algumas das composições de Hoyt foram também gravadas por Elvis. 
O pai de Hoyt, John T. Axton, era um oficial da Marinha com posto em Jacksonville, Flórida a família foi viver com ele nessa cidade em 1949. Axton terminou os estudos em 1956 e saiu da cidade após o Knauer's Hardware ter se incendiado na noite da graduação, um traquinagem que deu errado. Axton frequentou a Oklahoma State University–Stillwater por um curto período antes de acompanhar seu pai e se alistar na Marinha, na qual serviu no USS Princeton (LPH-5), antes de seguir a carreira musical.
Após dar baixa na Marinha na Costa Oeste, começou a cantar folk em clubes noturnos de San Francisco. No início da década de 1960 ele lançou seu primeiro álbum de folk, intitulado The Balladeer. Axton lançou numerosos álbuns até a década de 1980.
Suas mais famosas contribuições foram canções famosas nas vozes de outros: "Joy to the World" e "Never Been to Spain" (Three Dog Night), a já mencionada "Greenback Dollar" (Kingston Trio), "The Pusher" e "Snowblind Friend" (Steppenwolf), "No-No Song" (Ringo Starr), e muitas outras, cantadas por artistas do naipe de Joan Baez, John Denver e Waylon Jennings. Axton também fez duetos notáveis com Linda Ronstadt, incluindo "Lion in Winter" e "When the Morning Comes". Sua canção mais popular, "Joy to the World", apresentada por Three Dog Night, atingiu o topo das paradas por seis semanas consecutivas em 1971, tornando-se o maior sucesso daquele ano.
Axton passou certo tempo de sua vida lutando contra a drogadicção em cocaína e muitas de suas canções, inclusive "The Pusher", "Snowblind Friend", e "No-No Song", refletem de alguma forma suas más experiências com as drogas. Ele tornou-se um ativista contra o uso de drogas por muitos antes, até que em fevereiro de 1997, ele e sua esposa foram presos na casa de Montana pela posse de aproximadamente 500g de maconha. Sua esposa explicou mais tarde que ela oferecera maconha a Hoyt para que ele aliviasse a dor que se seguiu a um derrame sofrido por ele em 1995. Por fim, os dois foram multados e receberam penas mitigadas.
Hoyt nunca se recuperou totalmente do derrame e teve de usar uma cadeira de rodas por boa parte do tempo. Sua mãe, Mae, afogou-se na banheira da casa onde morava, no Tennessee, em 1997. Hoyt Axton morreu em função de um enfarte agudo do miocárdio em Victor, Montana, em 26 de outubro de 1999, aos 61 anos. Axton tinha sofrido um ataque do coração duas semanas antes e mais um outro durante uma operação em Montana.
Em 1 de novembro de 2007 ele e sua mãe foram indicados postumamente ao Oklahoma Music Hall of Fame em Muskogee, Oklahoma.

## Discografia

### Álbuns
| Ano  | Álbum                   | Posição    | Posição | Posição     | Selo       |
| Ano  | Álbum                   | US Country | US      | CAN Country | Selo       |
| ---- | ----------------------- | ---------- | ------- | ----------- | ---------- |
| 1969 | My Griffin Is Gone      | —          | —       | —           | Blue Thumb |
| 1973 | Less Than the Song      | —          | —       | —           | A&M        |
| 1974 | Life Machine            | 21         | —       | —           | A&M        |
| 1975 | Southbound              | 27         | 188     | —           | A&M        |
| 1976 | Fearless                | 26         | 171     | —           | A&M        |
| 1977 | Snowblind Friend        | 36         | —       | —           | MCA        |
| 1978 | Road Songs              | 40         | —       | —           | A&M        |
| 1978 | Free Sailin'            | 42         | —       | —           | MCA        |
| 1979 | A Rusty Old Halo        | 27         | —       | 14          | Jeremiah   |
| 1980 | Where Did the Money Go? | 31         | —       | —           | Jeremiah   |
| 1981 | Live!                   | 30         | —       | —           | Jeremiah   |
| 1982 | Pistol Packin' Mama     | 41         | —       | —           | Jeremiah   |

### Singles
| Ano  | Single                                         | Posição    | Posição | Posição     | Posição | Posição | Álbum                  |
| Ano  | Single                                         | US Country | US      | CAN Country | CAN     | CAN AC  | Álbum                  |
| ---- | ---------------------------------------------- | ---------- | ------- | ----------- | ------- | ------- | ---------------------- |
| 1973 | "Sweet Misery"                                 | —          | —       | —           | —       | —       | Less Than the Song     |
| 1974 | "When the Morning Comes" (with Linda Ronstadt) | 10         | 54      | 1           | 72      | 20      | Life Machine           |
| 1974 | "Boney Fingers" (with Renee Armand)            | 8          | —       | 8           | —       | 31      | Life Machine           |
| 1975 | "Nashville"                                    | 61         | 106     | —           | —       | —       | Southbound             |
| 1975 | "Lion in the Winter" (with Linda Ronstadt)     | 57         | —       | —           | —       | —       | Southbound             |
| 1975 | "In a Young Girl's Mind"                       | —          | —       | —           | —       | —       | Southbound             |
| 1976 | "Flash of Fire"                                | 18         | —       | 9           | —       | —       | Fearless               |
| 1976 | "Evangelina"                                   | —          | —       | —           | —       | —       | Fearless               |
| 1977 | "You're the Hangnail in My Life"               | 57         | —       | 42          | —       | —       | Snowblind Friend       |
| 1977 | "Little White Moon"                            | 65         | —       | —           | —       | —       | Snowblind Friend       |
| 1979 | "Della and the Dealer"                         | 17         | —       | —           | —       | —       | A Rusty Old Halo       |
| 1979 | "A Rusty Old Halo"                             | 14         | —       | —           | —       | —       | A Rusty Old Halo       |
| 1980 | "Wild Bull Rider"                              | 21         | —       | —           | —       | —       | A Rusty Old Halo       |
| 1980 | "Evangelina"                                   | 37         | —       | 44          | —       | —       | A Rusty Old Halo       |
| 1980 | "Boozers Are Losers (When Benders Don't End)"  | —          | —       | —           | —       | —       | Where Did the Money Go |
| 1980 | "Where Did the Money Go"                       | 80         | —       | —           | —       | —       | Where Did the Money Go |
| 1981 | "Flo's Yellow Rose"                            | 78         | —       | —           | —       | —       | single only            |
| 1981 | "The Devil"                                    | 86         | —       | —           | —       | —       | Live!                  |
| 1981 | "(We've Got To) Win This One"                  | —          | —       | —           | —       | —       | single only            |
| 1982 | "(When You Dance) You Do Not Tango"            | —          | —       | —           | —       | —       | Where Did the Money Go |
| 1982 | "There Stands the Glass"                       | —          | —       | —           | —       | —       | Pistol Packin' Mama    |
| 1982 | "Pistol Packin' Mama"                          | —          | —       | —           | —       | —       | Pistol Packin' Mama    |
| 1983 | "Warm Storms and Wild Flowers"                 | —          | —       | —           | —       | —       | Pistol Packin' Mama    |
| 1983 | "If You're a Cowboy"                           | —          | —       | —           | —       | —       | single only            |

## Lista de canções mais conhecidas
Entre as canções mais famosas de Axton estão:
- "I'm a Good Ole Rebel"
- "Greenback Dollar", também pelo The Kingston Trio
- "The Pusher", também por Steppenwolf no seu álbum de estreia em 1968
- "No-No Song", conseguiu uma 3ª posição para Ringo Starr em março de 1975
- "Never Been To Spain", covered by Three Dog Night, Waylon Jennings, and Elvis Presley
- "Joy to the World", com Three Dog Night, sucesso em abril de 1971, no topo das paradas por seis semanas nos EUA
- "Snowblind Friend" (1971), covered by Steppenwolf
- "Lightning Bar Blues" (1973), também por Brownsville Station e Arlo Guthrie
- "Sweet Misery" (1974), também por John Denver
- "The Morning Is Here" (1974)
- "Boney Fingers" (1974)
- "Della and the Dealer" (1979)
- "Hotel Ritz" (1979)
- "Rusty Ol' Halo" (1979)
- "Hangnail In My Life" Snowblind Album (1977)

## Ator

### Cinema
- Smoky
- The Black Stallion
- Heart Like a Wheel
- Gremlins
- Disorganized Crime
- We're No Angels
- The Junkman
- Deadline Auto Theft
- Buried Alive
- Buried Alive II
- Dixie Lanes
- Flo's Yellow Rose
- Liar's Moon
- Christmas Comes to Willow Creek
- Endangered Species
- Kingfish

### Televisão
- The Tonight Show Starring Johnny Carson
- McCloud
- I Dream of Jeannie
- Domestic Life
- Dukes of Hazzard
- Bonanza
- WKRP in Cincinnati
- Diff'rent Strokes
- Murder, She Wrote
- Growing Pains
- Faerie Tale Theatre - "Goldilocks and the Three Bears"
- The Bionic Woman - "Road to Nashville"
- The Rousters